# رالف والدمان
رالف والدمان (بالألمانية: Ralf Waldmann)‏ هو متسابق دراجات نارية ألماني. نافس في سباقات بطولة العالم لفئة 500 سي سي ولفئة 250 سي سي ولفئة 125 سي سي ولفئة 50 سي سي. كما شارك في بطولة العالم للسوبربايك.

## روابط خارجية
- رالف والدمان على موقع MotoGP.com (الإنجليزية)
- رالف والدمان على موقع WorldSBK.com (الإنجليزية)